# Glasgow (circonscription du Parlement d'Écosse)
Pour les articles homonymes, voir Glasgow (homonymie).
Glasgow dans le Lanarkshire était un Burgh royal qui a élu un Commissaire au Parlement d'Écosse et à la Convention des États.
Après les Actes d'Union de 1707, Glasgow, Dumbarton, Renfrew et Rutherglen ont formé le district de Glasgow, envoyant un membre à la Chambre des communes de Grande-Bretagne. 

## Liste des commissaires de burgh
- 1630 (convention): Gabriel Cunningham, provost[1]
- 1639–1641: Patrick Bell, provost [2]
- 1643–44, 1644: James Bell [3]
- 1645: Colin Campbell d'Elie[4]
- 1645–1647, 1649–51: George Porterfield [5]
- 1661–1663: John Bell, provost [6]
- 1665 (convention), 1667 (convention), 1669–1674: William Anderson, provost [7]
- 1678 (convention): James Campbell, provost[8]
- 1681–1682: John Bell, provost [9]
- 1685–86: John Johnston de Clauchrie, provost[10]
- 1689 (convention), 1689–1702: John Anderson de Dowhill, marchand-bourgeois [11]
- 1702–1707: Hugh Montgomerie de Busbie, provost [12]